# ザオ・ウーキー

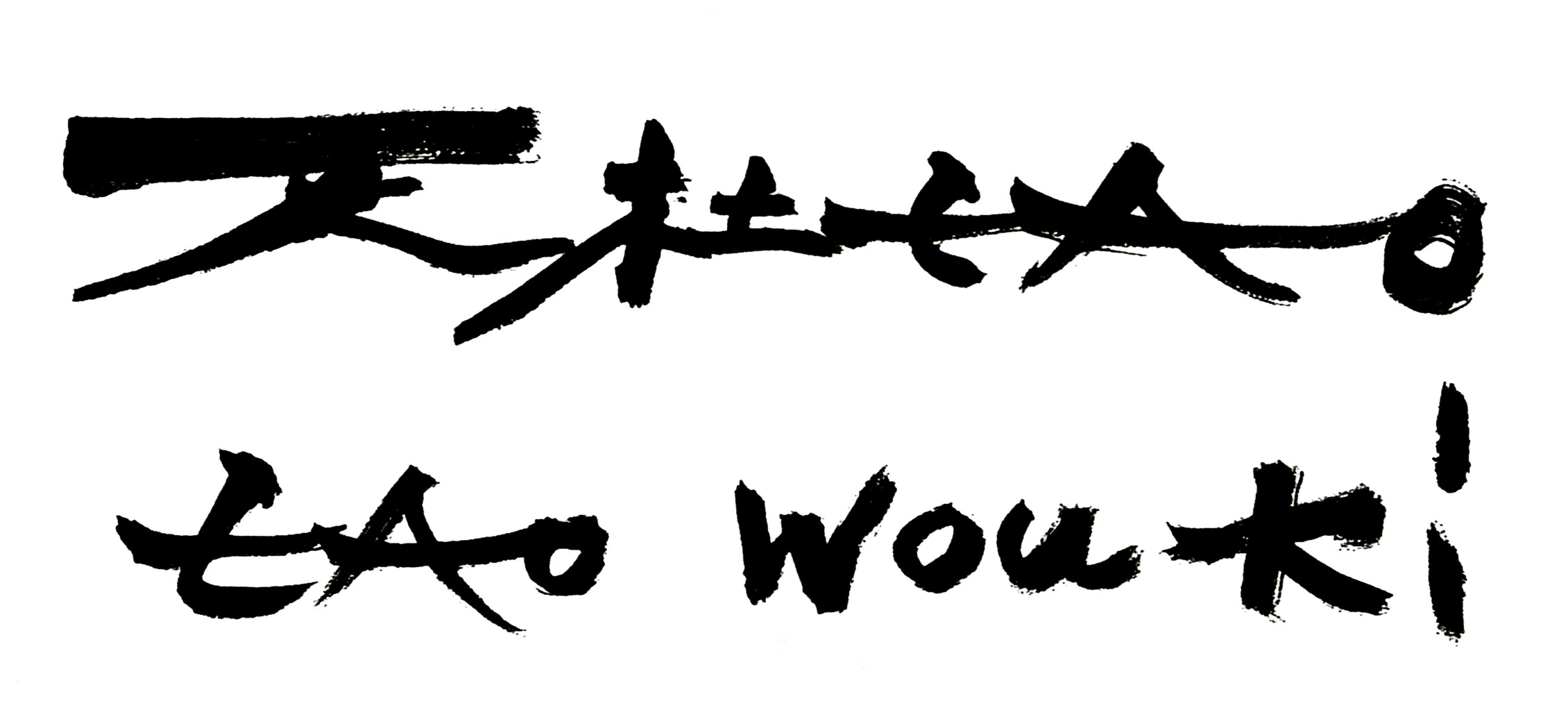

ザオ・ウーキー（趙無極、1920年〈民国9年〉2月1日 - 2013年4月9日）は、中国の画家。
中国の水墨画の伝統に根ざし、東洋と西洋の美意識が融合する叙情的な抽象絵画を多く発表した。風景や自然をテーマにした空間の奥行きを感じさせる作風は、20世紀半ばの絵画に新しい可能性を開いた。

## 生涯
1920年、宋王朝にまで遡る北京の名門の家系に生まれる。
1935年に15歳で杭州の国立美術学校に入学し、書法や山水画を学び、1941年に同校の講師となる。
1948年にパリへ移住、オトン・フリエスに師事し、グランド・ショミエール芸術学校のアトリエに通う。翌年には個展を開き、「中国のボナール」と評されて成功を収める。
1950年にピエール･ルーブ画廊と契約し、アンリ・ミショーと出会い、ザオが初めて制作したリトグラフにミショーが詩をつけた8枚の作品をラユン画廊で展示する。他にもジョアン・ミロ、パブロ・ピカソ、ピエール・スーラージュらと知り合い、中でもピカソに強い影響を受けた。また、ポール・セザンヌの絵画表現から、中国の自然に対し別の視点から捉えることを学び取った。
その後、フランス各地を始め、ヨーロッパを旅し、古典から現代美術に至るまで、幅広いスタイルを吸収していく。その過程で、パウル・クレーの作品と出会い大きな影響を受け、当時台頭していたアンフォルメルの動向も重なり、次第に抽象化を深めていく。
1957年に初来日し、東京、京都、奈良を見聞する。
1962年、アンドレ・マルローの著書『西洋の誘惑』に挿画としてリトグラフを制作し評価を得て、マルローの助力により1964年にフランス国籍を取得する。1960年代から1970年代にかけて挿絵の仕事が続き、アルチュール・ランボー、ルネ・シャール、ロジェ・カイヨワなど、著名な作家の挿絵を描いている。
1971年からは墨絵も制作するようになり、1982年には2度にわたり中国を訪れ、友人イオ・ミン・ペイが設計した北京のホテルに2点の水墨画の大作（280×360cm）を描く。ザオは「パリの影響が私の技術形成すべてに及んでいることを否定できなくとも、私の個性が確立されるにしたがって、次第に中国を再発見した」と語っている。
1993年にレジオン・ドヌール・コマンドゥール賞を受章し、1994年には高松宮殿下記念世界文化賞（絵画部門）を受賞した。

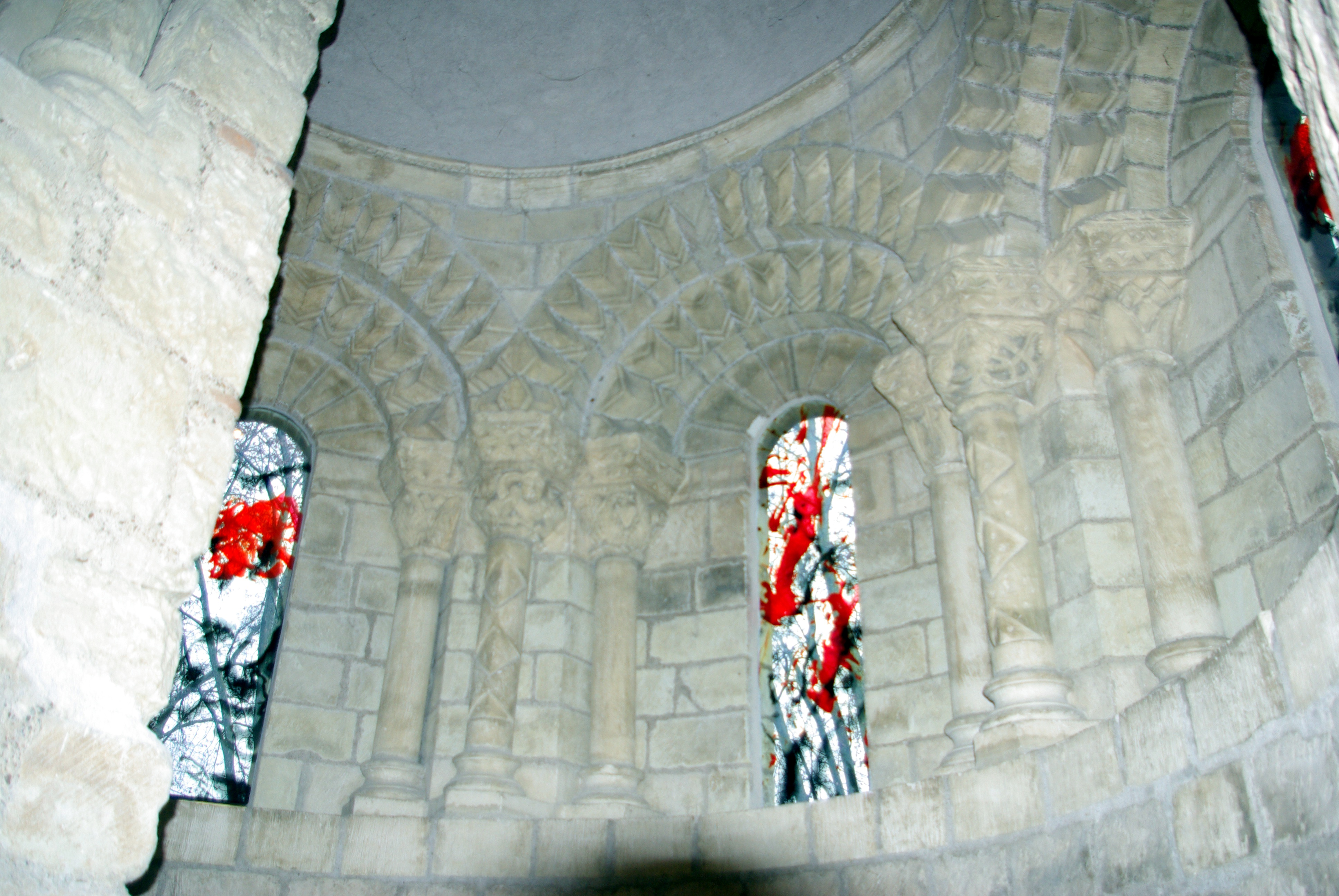
聖コスマ修道会のステンドグラス

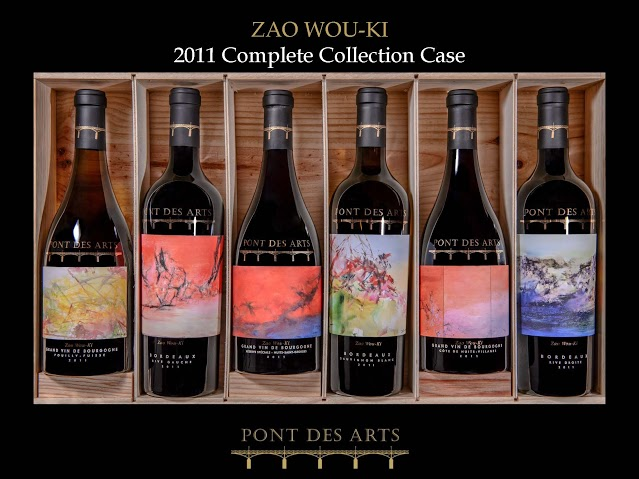
ポン・デ・ザールの「Zao-Wouki 2011 Collection」

2013年4月9日、スイス・ニオンの自宅で死去。
2021年11月12日にオープンした香港の新しい現代美術館「M+」に、ザオの作品12点が継娘にあたるシン＝メイ・ロイ・ザオから寄贈された。

## 価格
2017年11月、ザオが制作した作品『29.01.64』（1964年）が、香港のクリスティーズで2億260万香港ドル（2600万米ドル）で落札され、ザオ作品のオークション新記録とアジア人アーティストが制作した油絵の価格における世界記録を樹立した。同年5月に『29.09.64』がクリスティーズ香港で1億5,300万香港ドル（1,960万米ドル）で落札され、アジア人アーティストの最高額を達成したばかりだった。
2018年9月、280×1,000cmにも及ぶ最も大きな作品『Juin-Octobre 1985』（1985年）が、サザビーズ香港で5億1000万香港ドル（6,500万米ドル）で落札され、香港のオークションでの最高額となり、アジア人アーティストが制作した油絵の価格における世界記録を更新した。